# 1991 في النمسا
فيما يلي قوائم الأحداث التي وقعت خلال عام 1991 في النمسا.

## سياسة

### انتهاء فترة المنصب
- 21 يونيو – يورج هايدر governor of Carinthia ‏.

## مواليد

### مارس
- 6 مارس – ألكساندر دراغوفيتش لاعب كرة قدم نمساوي.
- 28 مارس – لوكاس هينترسير لاعب كرة قدم نمساوي.
- 28 مارس – ليزا ماريا موزر لاعبة كرة مضرب نمساوية.

### أبريل
- 1 أبريل – ماركو هالر

### يوليو
- 22 يوليو – ماكسيميليان نيوتشريست

### أغسطس
- 5 أغسطس – أندرياس ويمان لاعب كرة قدم نمساوي.

### ديسمبر
- 10 ديسمبر – ألكسندر هيرمان لاعب كرة يد نمساوي.
- 10 ديسمبر – ماكسيميليان هيرمان لاعب كرة يد نمساوي.

## وفيات

### يناير
- 7 يناير – يوزيف شتروه (مواليد 1913)

### أغسطس
- 8 أغسطس – فالتر زيمان (مواليد 1927) لاعب كرة قدم نمساوي.
- 23 أغسطس – فيلهلم هانيمان (مواليد 1914) لاعب كرة قدم ألماني.